# Rodomił
Rodomił, Rodomieł – staropolskie imię męskie, złożone z członów Rodo- (psł. *rodъ oznacza "pokolenie, generację, ród", por. niem. Geschlecht) i -mił ("miły"). Może oznaczać "miły swojemu rodowi".
Rodomił imieniny obchodzi 5 lutego.